# Savudrija
Savudrija (italijansko Salvore) je istrsko obalno naselje na Hrvaškem, ki upravno spada pod mesto Umag in Istrsko županijo. Pred letom 1954 je naselje in širša okolica bilo del Občine Piran

## Lega
Savudrija leži na skrajnem severozahodnem delu istrske obale na istoimenskem rtu, ki je obenem tudi najzahodnejša točka Balkanskega polotoka.
V območje Savudrije v širšem smislu spadajo naselja in zaselki Savudrija (danes imenovana Stara Savudrija), Volparija, Borozija, Valfontane, Alberi, Ravna dolina, Bašanija, Gamboc, Monteneto, Romanija in Zambratija.

## Zgodovina
Kraj je bil v pisnih virih prvič omenjen 1177. V naselju stoji cerkev sv. Janeza Apostola iz 11. stoletja, ki so jo 1826 popolnoma obnovili, z ohranjeno krstilnico iz leta 1678.
Od 13. do 20. stoletja je to območje spadalo pod katastrsko občino Piran. 18. februarja 1893 je lastnik zemljišč postala občina Piran. Danes je Savudrija del Istrske županije na Hrvaškem.
Do leta 1935 je skoraj do Savudrije (nekaj kilometrov manj) vozila znamenita ozkotirna železnica Parenzana, ki je povezovala Trst in nekatera slovenska obalna mesta s Porečem. Ob cesti od Plovanije proti Savudriji se še danes ponekod skoraj tik ob cesti jasno vidi usek za omenjeno progo, prav tako je še lepo ohranjena železniška postaja z imenom in tablo Savudrija (na desni strani v bližini odcepa za Kanegro). Kot je znano, so dali za časa vladavine italijanskega diktatorja Benita Mussolinja progo odstraniti in jo delno prestaviti v Italijo, del pa so jo nameravali položiti v Etiopiji. Tja na žalost ni nikoli prispela, ker naj bi se je ladja s tovorom vred potopila v Sredozemskem morju.
Nekaj kilometrov južno, v smeri proti Umagu so ostanki rimskega naselja Sipar, večinoma preplavljenega z morjem in verjetno porušenega v 9. stoletju.

## Znamenitosti

### Savudrijski svetilnik
Znamenitost kraja je 36 m visok svetilnik. Svetilnik so po načrtih Pietra Nobila začeli graditi s cesarskim dekretom leta 1816, dograjen je bil 1817, z delovanjem pa je pričel 1818. Savudrijski svetilnik je najstarejši še delujoči svetilnik na vzhodni obali Jadranskega morja. Na svetilnik je vzidana plošča z napisom Cursibus navigatum nocturnis dirigentis. Bil je prvi na svetu, ki je kot vir energije uporabljal plin, pridobljen z destilacijo premoga.
Svetilnik, ki stoji na istoimenskem rtu oddaja svetlobni signal: B Bl(3) 15 s. Nazivni domet svetilnika je 30 milj

## Savudrijski polotok
Do savudrijskega polotoka še seže vpliv »tržaške burje« in tukaj se srečujejo za Jadran značilni trije vetrovi, zato so tukajšnje obale priljubljena točka za deskarje. Od leta 1954 je bila v bližini Savudrije organizirana počitniška kolonija otrok iz Slovenije.
V neposredni bližini svetilnika stoji vila iz časov Avstro-Ogrske, kamor so od konca 19. stoletja dalje do srede 90-ih let dvajsetega stoletja hodili na klimatsko zdravljenje in počitnice otroci iz avstrijske Štajerske. Sedaj sta obe zgradbi v zasebni lasti in preurejeni v hotel apartmajskega tipa. Lepo obnovljeni in v praktično nespremenjenem stanju še danes dajeta temu delu Savudrije značilen in nekoliko nostalgičen videz.
Nekoliko vzhodno od starega naselja Savudrija (v smeri proti naselju Alberi) se nahaja trdnjava (stancija) iz 19. stoletja, ki pa je že zelo slabem stanju, vendar kljub temu še vedno naseljena. V času Jugoslavije je bila v njej nastanjena jugoslovanska vojska, ki je na tem področju nadzorovala in varovala ta strateško izredno pomemben in izpostavljen del Istre.

## Demografija
| Pregled števila prebivalcev po letih | Pregled števila prebivalcev po letih | Pregled števila prebivalcev po letih | Pregled števila prebivalcev po letih | Pregled števila prebivalcev po letih | Pregled števila prebivalcev po letih | Pregled števila prebivalcev po letih | Pregled števila prebivalcev po letih | Pregled števila prebivalcev po letih | Pregled števila prebivalcev po letih | Pregled števila prebivalcev po letih | Pregled števila prebivalcev po letih | Pregled števila prebivalcev po letih | Pregled števila prebivalcev po letih | Pregled števila prebivalcev po letih |
| ------------------------------------ | ------------------------------------ | ------------------------------------ | ------------------------------------ | ------------------------------------ | ------------------------------------ | ------------------------------------ | ------------------------------------ | ------------------------------------ | ------------------------------------ | ------------------------------------ | ------------------------------------ | ------------------------------------ | ------------------------------------ | ------------------------------------ |
| 1857                                 | 1869                                 | 1880                                 | 1890                                 | 1900                                 | 1910                                 | 1921                                 | 1931                                 | 1948                                 | 1953                                 | 1961                                 | 1971                                 | 1981                                 | 1991                                 | 2001                                 |
| 183                                  | 228                                  | 180                                  | 278                                  | 217                                  | 280                                  | 516                                  | 603                                  | 378                                  | 338                                  | 338                                  | 303                                  | 317                                  | 349                                  | 241                                  |